# كاتي
بلدية كاتي (بالإسبانية: Catí)‏، هي إحدى بلديات مقاطعة كاستيلون التي تقع في منطقة بلنسية، في شرق إسبانيا.
يبلغ عدد سكانها 869 نسمة وفقاً لإحصائية سنة (2006).